# Jan Karol Henryk Kaden
Jan Karol Henryk Kaden (ur. 17 września 1790 w Augustusburgu lub Borstendorfie, zm. 3 stycznia 1870 w Pilicy) – saski i polski inżynier górnictwa i hutnictwa, działacz gospodarczy, profesor Szkoły Akademiczno-Górniczej w Kielcach.

## Życiorys
Nazywany często tylko drugim imieniem – Karol, pochodził z rodziny szlacheckiej, wywodzącej się z czeskiego Kadania, której przedstawiciele w XVI w. bywali burgrabiami w Norymberdze, a od XVII w. osiedli w Saksonii, gdzie pełnili godności na dworze Wettinów. Był synem Christiana Gottholda Kadena, zarządcy dóbr królewskich w Augustusburgu, i Concordii z Bachów, córki kapelana na tamtejszym zamku. Ukończył studia inżynierskie w Akademii Górniczej we Freibergu pod Dreznem, po których kontynuował naukę na wydziale prawa uniwersytetu w Lipsku. W kampaniach 1813 i 1814 r. walczył w szeregach armii saskiej, po czym ukończył przerwane przez wojnę studia prawnicze i do 1816 r. pracował jako pomocnik metalurga i urzędnik górniczy w Saksonii.
Następnie został zaangażowany do rozwijania tej gałęzi przemysłu przez władze Królestwa Kongresowego, które oferowały dobre warunki finansowe cenionym specjalistom saskim, uwzględniające, że wybrawszy wyjazd do pracz za granicą, musieli oni zwracać niemałe koszty studiów, odbytych na koszt rządu. W latach 1817–1828 był profesorem kieleckiej Szkoły Akademiczno-Górniczej, gdzie wykładał naukę probierczą (docymazję), uczył analizy chemicznej rud metali oraz badał polskie gatunki rud. Jednocześnie w latach 1819-1827 pracował jako urzędnik techniczny (probierz) w Głównej Dyrekcji Górniczej w Kielcach. Przejściowo w 1823 r. pełnił też urząd probierza generalnego i zawiadowcy hut w Białogonie i Niewachlowie, który oprócz tego jednego roku w latach 1819-1828 sprawowany był przez jego młodszego brata Ernesta Kadena.
Wbrew dotychczasowym opracowaniom (zwłaszcza biogramowi w PSB), które podawały, że następnie przez kilka lat mieszkał w rodzinnej Saksonii, nie wyjechał z Polski po przeniesieniu do Warszawy w 1828 r. - praktycznie zaś likwidacji - Głównej Dyrekcji Górnictwa i Szkoły Akademiczno-Górniczej. Zamieszkał bowiem wówczas w należącym doń majątku Zgórsko w parafii Chęciny, gdzie przyszły na świat jego dwie córki (akty chrztów nr 146/1829 i 13/1832 w zasobie Archiwum Diecezjalnego w Kielcach).
W 1833 r. został ponownie zatrudniony przez Komisję Rządową Skarbu i Bank Polski w związku z budową pieców martenowskich w Blachowni pod Częstochową. W latach 1835–1845 pełnił funkcję zawiadowcy tamtejszej huty. W 1844 r. zaangażował się w prywatne przedsięwzięcie - budowę huty w Inowłodziu, której realizacją techniczną sam kierował, ale nie zdołał przekonać współwłaścicieli do jej należytego zabezpieczenia przeciwpowodziowego. Wylew Pilicy doprowadził do zniszczenia zakładu i upadku spółki, w którą zainwestował cały swój majątek. W 1845 r. przyjął więc zaoferowane mu stanowisko głównego probierza Mennicy Warszawskiej, które piastował aż do przejścia na emeryturę w 1865 r. Za jego czasów mennica słynęła z wartościowego bilonu srebrnego.
Na emeryturze osiadł u córki w Pilicy, gdzie spędził ostatnie lata życia, co w 1869 r. "Tygodnik Ilustrowany" skomentował następująco: "dziwnym zbiegiem okoliczności przeniósł się ze swoją rodziną na wypoczynek do miasta Pilicy położonego właśnie u źródła tej rzeki, która jego najpiękniejsze nadzieje tak bezlitośnie zburzyła". Jak pisze Zbigniew Landau, poza działalnością zawodową przez wiele lat "gromadził zbiory mineralogiczno-petrograficzne, miał też w domu bogate zbiory ptaków, motyli i chrząszczy ziem polskich, interesował się zasięgiem poszczególnych gatunków i utrzymywał ścisły kontakt z wieloma amatorami-kolekcjonerami polskimi i saskimi".

## Rodzina
Jan Karol Henryk Kaden 7 sierpnia 1825 r. w katedrze kieleckiej poślubił Adelajdę Moritz (akt nr 86/1825), z którą miał co najmniej pięcioro dzieci. Spośród synów - Ernsta Ludwiga (ur. w 1826 r. w Białogonie) i Henryka (ur. w 1834 r. w Kuźniczce Nowej) – ten drugi kontynuował ojcowskie tradycje zawodowe, kończąc Akademię Górniczą we Freibergu i pracując w górnictwie w Saksonii. Córki - Natalia Karolina (ur. w 1829 r. w Zgórsku), Agnieszka Cybulska (ur. w 1832 r. w Zgórsku, zm. w 1904 r. w Częstochowie) i Domicela Kryza – wyszły za Polaków. Po śmierci brata w 1846 r. opiekował się również jego owdowiałą żoną, Karoliną z domu Schlam, i bratankiem Gustawem Adolfem.